# Danger Force
Danger Force (BR: Força Danger) é uma série de televisão de comédia americana desenvolvida por Christopher J. Nowak que estreou na Nickelodeon em 28 de março de 2020. Durou três temporadas, com o episódio final indo ao ar em 21 de fevereiro de 2024. A série é um spin-off de Henry Danger e inclui o retorno das estrelas Cooper Barnes e Michael D. Cohen. Estrelando ao lado deles estão Havan Flores, Terrence Little Gardenhigh, Dana Heath e Luca Luhan.

## Enredo
O Capitão Man e Schwoz recrutam Chapa, Miles, Mika e Bose, quatro novos super-heróis em treinamento, para frequentar a Swellview Academy for the Gifted, a fim de treiná-los para serem super-heróis.

## Elenco e personagens
- Cooper Barnes como Ray / Captain Man,[1] o super-herói residente de Swellview que é indestrutível e está treinando a Força Danger para serem super-heróis. Seu nome completo é revelado como Raymond Esther Manchester no episódio "Test Friends".
- Michael D. Cohen como Schwoz,[1] inventor que fornece ao Capitão Man e à Força Danger diferentes invenções para ajudá-los em suas missões
- Havan Flores como Chapa, foi originalmente introduzida no episódio 36 de Henry Danger, 5ª temporada "Game Of Phones". Ela eventualmente acaba ganhando a habilidade de eletro cinese. Seu nome de super-herói é Volt. Seu nome completo é revelado como Lula Elena Chapa De Silva no episódio "Unmasked".
- Terrence Little Gardenhigh como Miles, o irmão de Mika que desenvolve o poder de teletransporte e cujo nome de super-herói é AWOL. Seu sobrenome é revelado como Macklin no episódio "Mika no Meio".
- Dana Heath como Mika, a irmã de Miles que desenvolve a habilidade de grito sônico e cujo nome de super-herói é ShoutOut. Seu sobrenome é revelado como Macklin no episódio "Mika no Meio".
- Luca Luhan como Bose, o enteado estúpido do vice-prefeito Willard que ganha o poder da telecinese e cujo nome de super-herói é Brainstorm. Seu sobrenome é revelado como O'Brian no episódio "Gato Radioativo".

## Produção
Em 19 de fevereiro de 2020, foi anunciado que um spin-off de Henry Danger, Danger Force, estrearia em 28 de março de 2020. A série spin-off marca o retorno de Cooper Barnes como Ray / Capitão Man e Michael D. Cohen como Schwoz. A série recebeu um pedido inicial de 13 episódios. Além disso, Havan Flores como Chapa, Terrence Little Gardenhigh como Miles, Dana Heath como Mika e Luca Luhan como Bose também estrelam a série. Baseada em personagens criados por Dan Schneider e Dana Olsen, a série foi desenvolvida por Christopher J. Nowak, que também atua como produtor executivo. Cooper Barnes e Jace Norman atuam como produtores da série. Omar Camacho atua como produtor executivo. Um episódio de quarentena, filmado e produzido virtualmente, foi ao ar em 9 de maio de 2020.